# Potzhof
Potzhof war eine der Ortslagen und Hofschaften, die ab Ende des 19. Jahrhunderts in der expandierenden Stadt Ohligs aufgingen, die heute ein Stadtteil Solingens ist. 

## Lage und Beschreibung
Potzhof lag als Hofschaft im Bereich der Einmündung der heutigen Potzhofer Straße und Dunkelnberger Straße. Teile der Hofschaft wurden durch die nördlich gelegene Bahnstrecke Düsseldorf–Solingen überbaut, das restliche Gebiet ist heute ein über den einstigen Ort hinausreichendes gründerzeitliches Wohnquartier zwischen dem Haltepunkt Solingen-Vogelpark und dem Ohligser Stadtteilzentrum. Benachbarte Ortslagen sind bzw. waren (von Nord nach West): Kalstert, Broßhaus, Diepenbruch, Ohligs, Piepers, Dunkelnberg, Honigsheide, Pannenschoppen, Bauermannsheide, Brabant und Molterkiste.

## Etymologie
Der Ortsname Potzhof ist von dem Familiennamen Pott abgeleitet.

## Geschichte
Das Gebiet des heutigen Ohligser Stadtzentrums war noch im 19. Jahrhundert nur locker durch einige Ortslagen und Hofschaften besiedelt, darunter auch Potzhof, das sich bis in das frühe 18. Jahrhundert zurückverfolgen lässt. Im Jahre 1715 ist der Ort in der Karte Topographia Ducatus Montani, Blatt Amt Solingen, von Erich Philipp Ploennies mit einer Hofstelle verzeichnet als Pozhof benannt. Der Ort gehörte zur Honschaft Schnittert innerhalb des Amtes Solingen. Die Topographische Aufnahme der Rheinlande von 1824 verzeichnet den Ort nur unbenannt und die Preußische Uraufnahme von 1844 als Potzhof. In der Topographischen Karte des Regierungsbezirks Düsseldorf von 1871 ist der Ort ebenso nur unbenannt verzeichnet.
1815/16 lebten zwölf Menschen im Wohnplatz. 1832 war der Ort weiterhin Teil der Honschaft Schnittert innerhalb der Bürgermeisterei Merscheid, dort lag er in der Flur III. Ohligs. Der nach der Statistik und Topographie des Regierungsbezirks Düsseldorf als Hofstadt kategorisierte Ort besaß zu dieser Zeit drei Wohnhäuser und zwei landwirtschaftliche Gebäude mit 17 Einwohnern, davon fünf katholischen und zwölf evangelischen Bekenntnisses. Die Gemeinde- und Gutbezirksstatistik der Rheinprovinz führt den Ort 1871 mit fünf Wohnhäusern und 29 Einwohnern auf. Im Gemeindelexikon für die Provinz Rheinland von 1888 werden 13 Wohnhäuser mit 79 Einwohnern angegeben.
Nach Gründung der Mairien und späteren Bürgermeistereien Anfang des 19. Jahrhunderts gehörte Potzhof zur Bürgermeisterei Merscheid, die 1856 zur Stadt erhoben und im Jahre 1891 in Ohligs umbenannt wurde.
Dem war 1867 die Eröffnung eines Bahnhofes auf freiem Feld bei Hüttenhaus vorausgegangen, des Bahnhofes Ohligs-Wald, der heute den Namen Solingen Hauptbahnhof trägt. Die nahegelegene größere Hofschaft Ohligs gewann an Bedeutung und entwickelte sich infolge der Nähe zu dem Bahnhof zu einem der Siedlungszentren in der Stadt Merscheid. Viele umliegende Ortslagen und Hofschaften verloren ihre solitäre Lage und gingen in der sich ausbreitenden geschlossenen gründerzeitlichen Bebauung der Stadt vollständig auf.:113 So auch Potzhof, das noch in der Preußischen Neuaufnahme von 1893 in Einzellage als Potzhof benannt verzeichnet ist, in der Hofacker-Karte von 1898 allerdings in der geschlossenen Bebauung aufgegangen ist. Bereits 1894 wurde die Bahnstrecke Düsseldorf–Ohligs auf dem Abschnitt von Hilden bis Ohligs fertiggestellt, die bei Kottendorf von der Bahnstrecke nach Haan abzweigt und nördlich durch die Hofschaft Potzhof gebaut wurde. Sie diente seit 1979/80 ausschließlich dem S-Bahn-Verkehr, wird seit Dezember 2022 aber auch vom Düssel-Wupper-Express befahren. 
Mit der Städtevereinigung zu Groß-Solingen im Jahre 1929 wurde der Ort nach Solingen eingemeindet. Die Ortsbezeichnung ist bis auf den Straßennamen heute nicht mehr gebräuchlich.